# Sue Ane Langdon
Pour les articles homonymes, voir Langdon.
Sue Ane Langdon  (née le 8 mars 1936 à Paterson, dans l'état du New Jersey) est une actrice américaine.

## Filmographie partielle

### Cinéma
- 1960 : Liaisons secrètes (Strangers When We Meet), de Richard Quine
- 1961 : Le Roi des imposteurs (The Great Impostor), de Robert Mulligan
- 1964 : L'Homme à tout faire (Roustabout), de John Rich
- 1965 : Le Mors aux dents (The Rounders), de Burt Kennedy
- 1966 : Une rousse qui porte bonheur (Frankie and Johnny) de Frederick de Cordova
- 1966 : L'Homme à la tête fêlée (A Fine Madness) d'Irvin Kershner
- 1970 : Attaque au Cheyenne Club (The Cheyenne Social Club), de Gene Kelly
- 1980 : Terreur extraterrestre (Without Warning), de Greydon Clark
- 1982 : Zapped!, de Robert J. Rosenthal

### Télévision
- 1961 : Bonanza saison 3 épisode 7 (The Many Faces of Gideon Flinch) : Jennifer Flinch
- 1966 : Les Mystères de l'Ouest (The Wild Wild West), La Nuit des automates (The Night of the Steel Assassin)
- 1969 : Mannix, Saison 2 Épisode 24 : Le Mauvais (I've Merry Go Round For Murder)